# 大相撲平成30年1月場所
大相撲平成30年1月場所（おおずもうへいせい30ねん1がつばしょ）は、2018年1月14日から1月28日まで両国国技館で開催された大相撲本場所である。
大相撲平成30年1月場所
| 基本情報           | 基本情報                                                |
| ------------------ | ------------------------------------------------------- |
| 会場               | 両国国技館                                              |
| 番付発表           | 2017年12月26日                                          |
| 開催期間           | 2018年1月14日 - 1月28日（15日間）                       |
| 各段優勝・三賞     |                                                         |
| 幕内最高優勝       | 栃ノ心剛史（14勝1敗・初）                               |
| 十両優勝           | 妙義龍泰成（10勝5敗）                                   |
| 幕下優勝           | 若隆景渥（7戦全勝）                                     |
| 三段目優勝         | 魁勝旦祈（7戦全勝）                                     |
| 序二段優勝         | 魁鵬龍明（7戦全勝）                                     |
| 序ノ口優勝         | 塚原隆明（6勝1敗）                                      |
| 殊勲賞             | 栃ノ心剛史（14勝1敗・初受賞）                           |
| 敢闘賞             | 阿炎政虎（10勝5敗・初受賞） 竜電剛至（10勝5敗・初受賞） |
| 技能賞             | 栃ノ心剛史（14勝1敗・2回目）                            |
| < 先場所 翌場所 >  |                                                         |
| テンプレートを表示 |                                                         |

幕内最高優勝は、前頭3枚目・栃ノ心剛史（14勝1敗・1回目）。

## 場所前の話題など
- 番付発表は2017年12月26日。
- 先場所殊勲賞を受賞した貴景勝が新小結ということでその取組に期待された。
- 新入幕の阿炎、竜電もその取組が期待された。
- 元幕内の翔天狼、北太樹、双大竜が現役を引退した。
- 今場所からABEMAが大相撲中継に参入し、前相撲から結びの一番までを完全無料配信する。

## 番付・星取表
| 東       | 東         | 東     | 番付   | 西       | 西        | 西                   |
| 四股名   | 成績       | 結果   | 番付   | 四股名   | 成績      | 結果                 |
| -------- | ---------- | ------ | ------ | -------- | --------- | -------------------- |
| 白鵬     | 2勝3敗10休 |        | 横綱   | 稀勢の里 | 1勝5敗9休 |                      |
| 鶴竜     | 11勝4敗    |        | 横綱   |          |           |                      |
| 豪栄道   | 8勝7敗     |        | 大関   | 髙安     | 12勝3敗   | 優勝次点             |
| 御嶽海   | 8勝7敗     |        | 関脇   | 玉鷲     | 6勝9敗    |                      |
| 貴景勝   | 5勝10敗    |        | 小結   | 阿武咲   | 4勝6敗5休 |                      |
| 北勝富士 | 4勝11敗    |        | 前頭1  | 逸ノ城   | 10勝5敗   |                      |
| 嘉風     | 4勝11敗    |        | 前頭2  | 琴奨菊   | 7勝8敗    |                      |
| 千代大龍 | 8勝7敗     |        | 前頭3  | 栃ノ心   | 14勝1敗   | 優勝、殊勲賞、技能賞 |
| 正代     | 6勝9敗     |        | 前頭4  | 荒鷲     | 8勝7敗    |                      |
| 隠岐の海 | 5勝10敗    |        | 前頭5  | 遠藤     | 9勝6敗    |                      |
| 宝富士   | 8勝7敗     |        | 前頭6  | 勢       | 4勝11敗   |                      |
| 千代翔馬 | 6勝9敗     |        | 前頭7  | 千代の国 | 6勝9敗    |                      |
| 栃煌山   | 6勝6敗3休  |        | 前頭8  | 魁聖     | 8勝7敗    |                      |
| 松鳳山   | 9勝6敗     |        | 前頭9  | 千代丸   | 9勝6敗    |                      |
| 照ノ富士 | 0勝8敗7休  |        | 前頭10 | 安美錦   | 3勝9敗3休 |                      |
| 琴勇輝   | 7勝8敗     |        | 前頭11 | 大翔丸   | 7勝8敗    |                      |
| 蒼国来   | 6勝9敗     |        | 前頭12 | 輝       | 8勝7敗    |                      |
| 豪風     | 5勝10敗    |        | 前頭13 | 大栄翔   | 9勝6敗    |                      |
| 阿炎     | 10勝5敗    | 敢闘賞 | 前頭14 | 豊山     | 9勝6敗    |                      |
| 石浦     | 9勝6敗     |        | 前頭15 | 錦木     | 8勝7敗    |                      |
| 竜電     | 10勝5敗    | 敢闘賞 | 前頭16 | 朝乃山   | 9勝6敗    |                      |
| 大奄美   | 8勝7敗     |        | 前頭17 |          |           |                      |

## 優勝争い
2場所連続41回目の優勝を目指す横綱白鵬は今まで多用していたかち上げと張り手を封印して臨んだ。初日阿武咲、2日目逸ノ城と破ったが元気のない相撲だった。3日目に遂に北勝富士に敗れると、4日目も嘉風に金星を与え、5日目から休場した。休場明けの横綱稀勢の里は初日貴景勝に軍配差し違えで敗れる。2日目は北勝富士に強い相撲を見せた。しかし、3日目から逸ノ城、元大関の琴奨菊、嘉風にそれぞれ粘るが敗れ3連敗。成績が1勝4敗となり6日目から休場した。
大関豪栄道は先場所同様序盤好調で4連勝スタートだった。しかし、5日目栃ノ心に破れたあと失速し8勝7敗に終わった。
元大関の照ノ富士は途中休場ながらも再出場したが1勝もできず、十両陥落が決定した。
中日終了時点で全勝は栃ノ心を破るなど強い相撲を見せる休場明けの横綱鶴竜を1敗で関脇御嶽海、平幕の栃ノ心、大栄翔が追いかける展開だった。9日目御嶽海-栃ノ心戦が組まれ栃ノ心が勝ち、大栄翔が石浦に敗れたため、鶴竜を栃ノ心が追いかける形となった。結果的に御嶽海は8勝7敗、大栄翔は9勝6敗に終わった。10日目は展開が変わらなかった。11日目栃ノ心が宝富士との厳しい相撲に勝ったあと、横綱鶴竜が関脇玉鷲に敗れたため、1敗でこの2名が並ぶ展開に変わった。更には12日目横綱鶴竜が失速し遠藤にも敗れ、1敗の栃ノ心を2敗の鶴竜が追いかける展開になった。13日目鶴竜が御嶽海に敗れたため、栃ノ心は14日目勝てば初優勝となった。また鶴竜が3敗に後退したため、僅かながらだが、前半に3敗した大関髙安にも初優勝の可能性が巡ってきた。しかし、14日目栃ノ心が松鳳山に勝ち初優勝。他の2名は優勝出来なかった。14日目鶴竜-高安の3敗対決が組まれ高安が勝った。栃ノ心は千秋楽も遠藤に勝ち優勝に華を添える14勝目を獲得した。後半調子を上げた大関高安は御嶽海を下し、大関昇進後初の二桁勝利を12勝まで伸ばすとともに単独の優勝次点の成績となった。鶴竜も豪栄道に土俵際の逆転で勝ち連敗を脱出し、11勝4敗としたが、手の指を負傷した。
三賞は大関レベルの強い相撲で初優勝を遂げた栃ノ心が殊勲賞と技能賞を、新入幕で10勝を上げた阿炎と竜電が敢闘賞を受賞した。

## 各段優勝・三賞編集
※力士情報は2018年1月場所当時のもの。
| タイトル     | タイトル     | 四股名     | 地位         | 成績    | 部屋       | 出身                 | 回数・備考      |
| ------------ | ------------ | ---------- | ------------ | ------- | ---------- | -------------------- | --------------- |
| 幕内最高優勝 | 幕内最高優勝 | 栃ノ心剛史 | 西前頭3枚目  | 14勝1敗 | 春日野部屋 | ジョージア・ムツヘタ | 初優勝          |
| 三賞         | 殊勲賞       | 栃ノ心剛史 | 西前頭3枚目  | 14勝1敗 | 春日野部屋 | ジョージア・ムツヘタ | 2場所連続2回目  |
| 三賞         | 敢闘賞       | 阿炎政虎   | 東前頭14枚目 | 10勝5敗 | 錣山部屋   | 埼玉県越谷市         | 初受賞          |
| 三賞         | 敢闘賞       | 竜電剛至   | 東前頭16枚目 | 10勝5敗 | 高田川部屋 | 山梨県甲府市         | 初受賞          |
| 三賞         | 技能賞       | 栃ノ心剛史 | 西前頭3枚目  | 14勝1敗 | 春日野部屋 | ジョージア・ムツヘタ | 10場所ぶり2回目 |